# 디사이플스 (영화)
디사이플스(Disciples)는 미국에서 제작된 조 할로우 감독의 2014년 공포 영화이다. 리니아 퀴글리 등이 주연으로 출연하였고 조 할로우 등이 제작에 참여하였다.

## 출연

### 주연
- 리니아 퀴글리
- 브링크 스티븐스
- 데브라 램
- 토니 토드

### 조연
- 앵거스 스크림
- 빌 모슬리